# Villiersicus
Villiersicus is een kevergeslacht uit de familie van de boktorren (Cerambycidae). De wetenschappelijke naam van het geslacht werd voor het eerst geldig gepubliceerd in 2005 door Vives.

## Soorten
Villiersicus omvat de volgende soorten:
- Villiersicus fulvus Vives, 2005
- Villiersicus longicornis Vives, 2005